# MRE

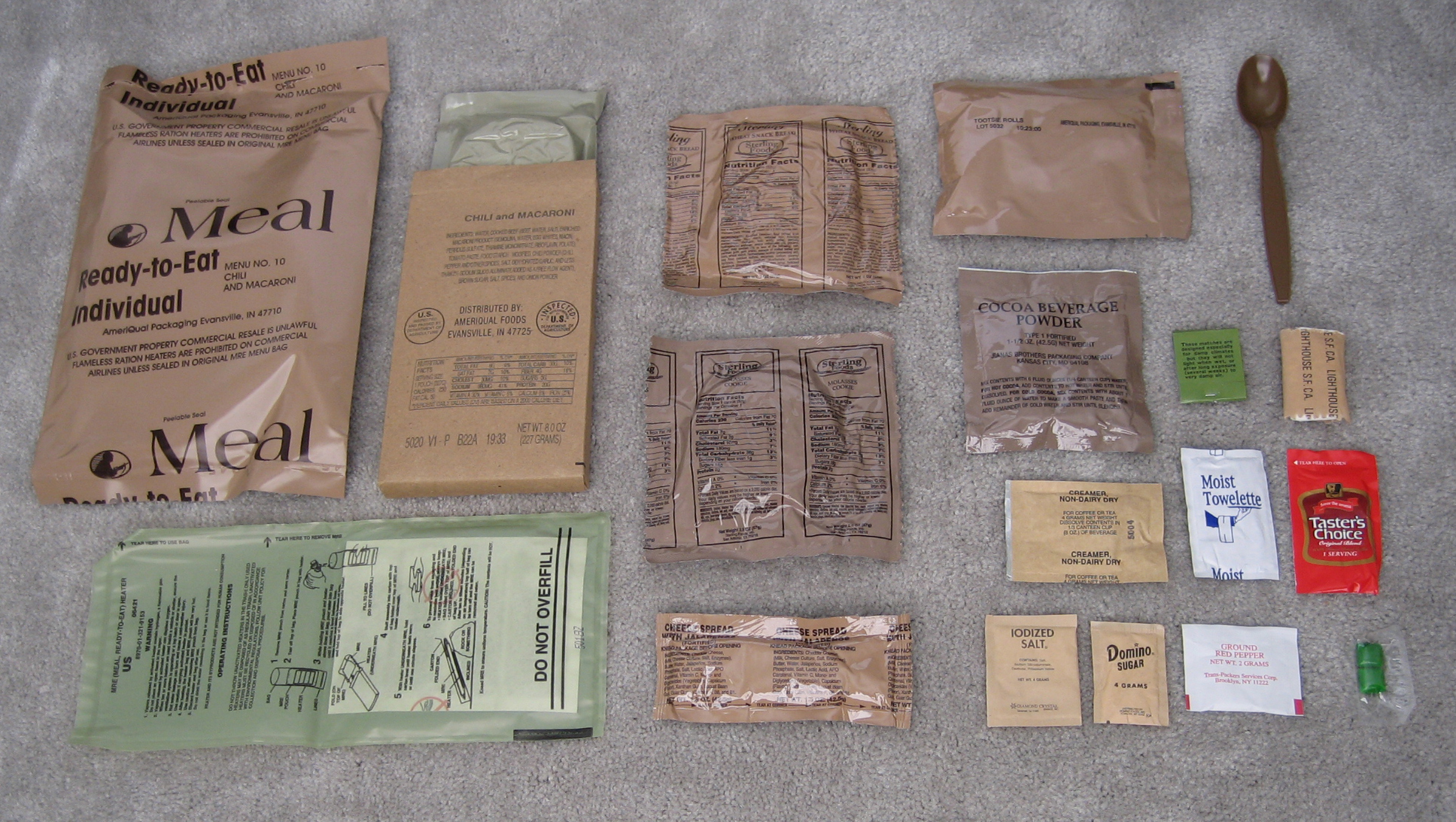
Meal, Ready-to-Eat (MRE).

 'Meal, Ready-to-Eat'  ( 'MRE' ) (en  Anglès:  Aliment, a punt per menjar ) és un menjar preparat, completament cuinat, a punt per menjar i empaquetat en un envàs petit i lleuger, produït per a les Forces Armades dels Estats Units, especialment per als soldats en batalla, on no hi ha cuines disponibles. Van reemplaçar a les  racions C a principis de la dècada de 1980. Els MRE també s'han distribuït a civils durant els desastres naturals.

## Ració de combat
Els MRE van ser adoptats com la nova ració de combat pel Departament de Defensa dels Estats Units en 1975. Les proves de producció a gran escala van començar el 1978 i els primers lliuraments (MRE I) el 1981. També són emprats en diversos exèrcits del món, amb diferents noms.
Contingut d'un MRE
- Entrant/plat principal (a base de proteïnes, tonyina o pollastre)
- Complement / Guarnició
- Postres o snack (freqüentment caramels, pastissos enriquits o  barres energètiques)
- Cracker o pa
- Per a untar: formatge processat,  mantega de cacauet o gelea
- Beguda en pols: amb gust de fruita, cafè instantani o te instantani, Beguda isotònica, llet o milkshake
- Coberts (generalment una cullera de plàstic)
- Escalfador de ració sense flama
- Bossa per barrejar begudes
- Accessoris:
  - Goma de mastegar amb xilitol
  -  Llumins resistents a la humitat
  - Tovalló/tovallola de paper
  - Tovalloleta humida
  - Condiments: sal comuna, pebre, sucre, substitut de crema de llet i/o salsa Tabasco
  - Cafè liofilitzat molt

## Funcionament

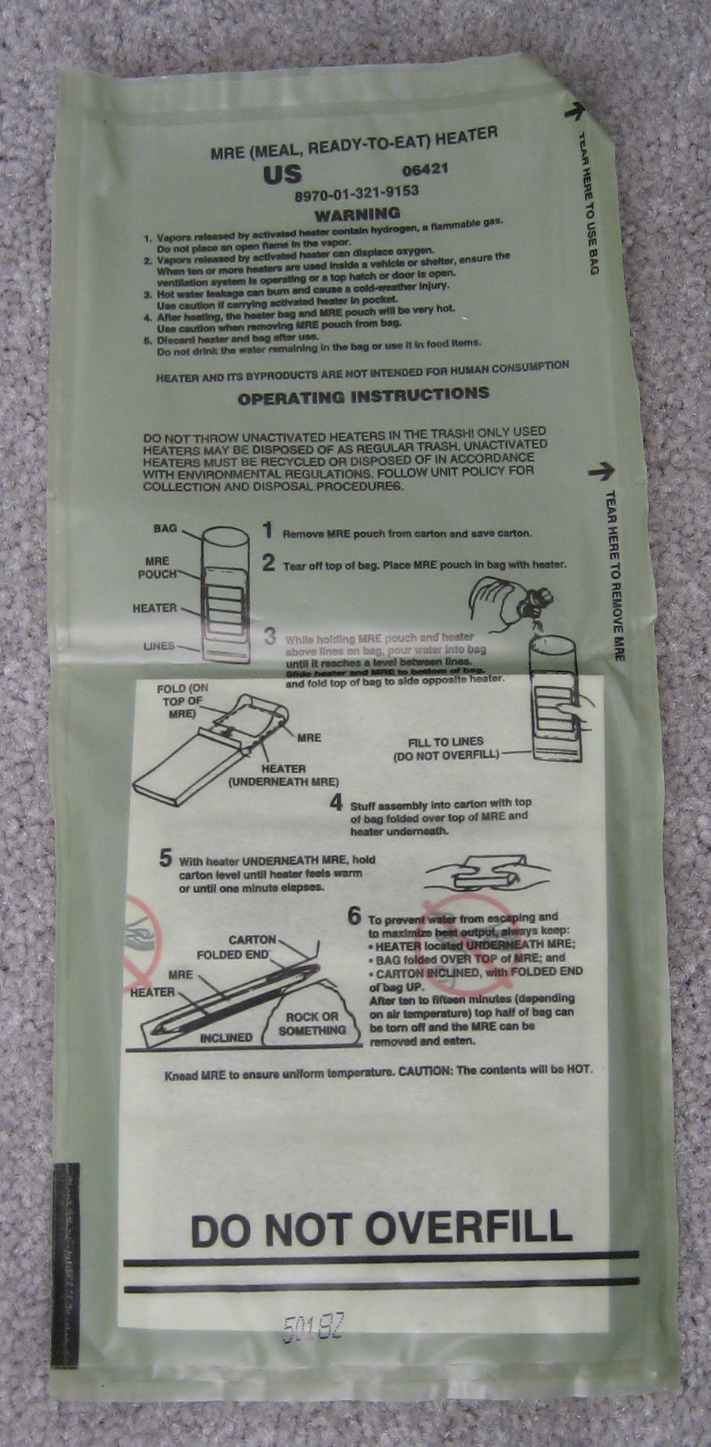
Escalfador de ració sense flama.

En agregar aigua a l'escalfador de ració sense flama del MRE, aquest crea una reacció exotèrmica produïda pel compost de magnesi i ferro que conté la borsa, i permet escalfar així el menjar en aproximadament 10 minuts.

## En la cultura popular
En el film The Pacifier el Tinent Shane Wolfe dona bosses de MRE als Plumer com esmorzar.